# Саіпов Кудайназар Алімбайович
Кудайназа́р Алімба́йович Саі́пов (нар. 31 грудня 1979, Пересічне, Дергачівський район, Харківська область — пом. 29 липня 2014, Лутугине, Лутугинський район, Луганська область) — український військовик, вояк батальйону «Айдар» Збройних сил України. Кавалер ордена «За мужність» ІІІ ступеня.

## Життєпис
Народився 1979 року в смт Пересічне (Дергачівський район, Харківська область). Був третім із шести дітей. Після закінчення школи працював у Пересічному трактористом. Відслужив строкову службу в Павлограді.
З початком війни кілька разів звертався до військкомату, але його не мобілізували, тоді вирішив самостійно записатися в батальйон «Айдар». 7 червня 2014 року мобілізований; водій, 24-й батальйон територіальної оборони «Айдар» — від мами це приховували. Ремонтував техніку, мав добру шоферську інтуїцію, а зоні ведення боїв, уникаючи обстрілів, безпомилково обирав шлях. На КрАЗі перевозив зброю та амуніцію; 21 липня зазнав контузії.
29 липня 2014-го вбитий снайпером під час чергування на посту біля міста Лутугине (Луганська область). Однак встиг повідомити побратимів і почався бій.
Похований в Пересічному. Вдома лишилися мама Валентина Афанасіївна, племінники та сестри.

## Нагороди
За особисту мужність і героїзм, виявлені у захисті державного суверенітету та територіальної цілісності України, вірність військовій присязі під час російсько-української війни
- нагороджений орденом «За мужність» III ступеня (26.2.2015, посмертно).